# Лори Армстронг
Лори Армстронг (на английски: Lori Armstrong) е американска писателка на бестселъри в жанра трилър. Пише и еротични уестърни под псевдонима Лорелай Джеймс (на английски: Lorelei James).

## Биография и творчество
Лори Гуцмар Армстронг е родена на 24 юни 1965 г. в Южна Дакота, САЩ. Има брат. На 12 години се премества в Рапид Сити и там по-късно завършва Минно-технологичния институт. Омъжва се за Ерин Амстронг и заминават да работят за кратко в Минеаполис. После се връщат в Рапид Сити, където работят в семейния бизнес за гравиране на оръжия. Работи в областта на оръжейната търговия до 2000 г., когато напуска и се насочва към писателската си кариера.
Първият ѝ трилър „Blood Ties“ (Кръвни връзки) от поредицата „Джули Колинс, частен детектив“ е публикуван през 2005 г., става бестселър и получава няколко номинации за най-добър първи роман. Четвъртият роман от поредицата получава наградата „Шамус“.
През 2009 г. стартира и втората си криминална поредица „Мърси Гундерсън“, като първият ѝ роман „No Mercy“ (Без милост) също е удостоен с наградата „Шамус“.
През 2006 г. започва да публикува ерочини уестърни и съвременни любовни романи под псевдонима Лорелай Джеймс.
През 2010–2011 г. заедно с още 25 прочути автори на криминални романи се събират, за да напишат заедно експресивния трилър „Няма покой за мъртвите“. Освен нея участници са Джефри Дивър, Питър Джеймс, Сандра Браун, Тес Геритсън, Джеф Абът, Реймънд Хури, Джон Лескроарт, и др., а световноизвестният Дейвид Балдачи изготвя предговора. Писателите влагат своята изобретателност, за да опишат превратната съдба на детектива Джон Нън, който се е справял перфектно в разследванията си. Но една-единствена грешка не му дава покой и последствията от нея го преследват с години.
Лори Армстронг живее със семейството си в Рапид Сити, Западна Южна Дакота.

## Произведения

### Като Лори Армстронг

#### Самостоятелни романи
- No Rest for the Dead (2011) – с Джеф Линдзи, Лайза Скоталайн, Дейвид Балдачи, Диана Габалдон, Томас Кук, Джефри Дивър, Фей Келерман, Андрю Гъли, Ламия Гули, Питър Джеймс, Джудит Джанс, Тес Геритсън, Реймънд Хури, Джон Лескроарт, Филип Марголин, Гейл Линдс, Алегзандър Маккол Смит, Сандра Браун, Майкъл Палмър, T. Джеферсън Паркър, Матю Пърл, Кати Райкс, Маркъс Сейки, Джонатан Сантлоуфър, Джеф Абът, Робърт Лоурънс Стайн и Марша Тали
Няма покой за мъртвите, изд.: ИК „Обсидиан“, София (2011), прев. Боян Дамянов

#### Серия „Джули Колинс, частен детектив“ (PI Julie Collins)
1. Blood Ties (2005)
2. Hallowed Ground (2006) – награда „Уила Катър“
3. Shallow Grave (2007)
4. Snow Blind (2008) – награда „Шамус“

- Dead Flowers (2013)
- Baited (2014)

#### Серия „Мърси Гундерсън“ (Mercy Gunderson)
1. No Mercy (2009) – награда „Шамус“
2. Mercy Kill (2011)
3. Merciless (2013)

### Като Лорелай Джеймс
частична библиография

#### Самостоятелни романи
- Dirty Deeds (2006)
- Running With The Devil (2007)
- Wicked Garden (2008)
- Wild West Boys (2010)

#### Серия „Каубои на асфалта“ (Blacktop Cowboys)
1. Corralled (2010)
2. Saddled and Spurred (2011)
3. Wrangled and Tangled (2011)
4. One Night Rodeo (2012)
5. Turn and Burn (2013)
6. Hillbilly Rockstar (2014)
7. Wrapped and Strapped (2015)
8. Hang Tough (2016)

#### Сборници
- 1001 Dark Nights: Bundle Three (2015) – с Лара Ейдриън, Джули Кенър и Кристофър Райс